# الحقن المجهري
الحقن المجهري أو التلقيح المجهري (بالإنجليزية: Intracytoplasmic sperm injection)‏ هو أحد أنواع عمليات التلقيح الإصطناعي خارج الجسم، تُجمَعُ البويضات من الزوجة والحيوانات المنوية من الزوج ثمّ يتم حقن حيوان منوي واحد مباشرة في كل بويضة باستخدام إبرة رفيعة.
تختلف معدلات نجاح وفاعلية الحقن المجهري باختلاف الحالات وقد تنجح العملية من المرة الأولى مثلما قد تحتاج لعدة محاولات، أظهرت نتائج الدراسات التي أجريت أن نسبة نجاح الحقن المجهري تقل كلما تقدمت المرأة في العمر.

## أسباب اللجوء للحقن المجهري
يمكن اللجوء إلى عملية الحقن المجهري في الحالات التالية:
- انسداد قناة فالوب
- كمية قليلة من الحيوانات المنوية
- ضعف حركة الحيوانات المنوية
- مرض البطانة الرحمية المهاجرة
- مرض تكييس المبيض
- حالات أخرى تمنع تلقيح البويضة

## مراحل الحقن المجهري
- تحفيز المبيضين: يتم تنشيط نمو البويضات بالمبيض باستخدام الحقن التي تحتوي على الهورمون المنشط للحويصلة FSH قبل أن يتم ضمان النضج النهائي للبويضات عن طريق حقن ال HCG
- سحب البويضات: يتم استعمال إبرة خاصة لسحب كل الحويصلات من المبيضين في أنابيب خاصة بذلك وتسلم مباشرة لأخصائي الأجنة
- جمع الحيوانات المنوية: أولا يتم التأكد من وجود حيوانات منوية صالحة للحقن، ثم يطلب من الزوج إعطاء عينة من السائل المنوي عن طريق الاستمناء كما يمكن أخذ عينة من الخصية في بعض الأحيان
- حقن كلّ بويضة بحيوان منوي واحد تحت الميكروسكوب المجهري: هذه مهمة أخصائي المختبر دون تدخل من طبيب النساء ويتم حقن كل البويضات الناضجة ثم حفظها في محضن خاص
- نقل البويضات المخصبة والمنقسمة إلى رحم الزوجة: يتم نقل الأجنة إلى داخل الرحم باستخدام أنبوبة خاصة ذات مواصفات قياسية خاصة ودقيقة، ولا يحتاج نقل الأجنة أن يتم تحت تأثير مخدر عام.

## الحقن المجهري بواسطة الحيوانات المنوية المختارة مورفولوجيا
الحقن المجهري بواسطة الحيوانات المنوية المختارة مورفولوجيا (بالإنجليزية: Intracytoplasmic morphologically selected sperm injection)‏ واختصاره IMSI. تُستخدم في عمليات الإخصاب في المختبر وهي تقنية حديثة مشتقة من الحقن المجهري، يتم اختيار الحيوانات المنوية بالتكبير المتناهي بواسطة مجهر عالي الجودة حيث يتم تكبير الحيوان المنوى بأكثر من 10000 مرة بينما تتراوح قوة التكبير في الحقن المجهري بين 200 و 400 مرة. باستخدام هذا المجهر، يتمكن الأطباء من رؤية التشكيل المروفولوجي الداخلي للحيوانات المنوية وإزالة الحيوانات المنوية المشوهة ممّا يزيد في معدلات الحمل وانخفاض معدلات الإجهاض.

## اقرأ أيضا
- طفل أنابيب
- نقل الأجنة
- عدم الإنجاب
- عقم
- طب التوليد والنسائيات